# 大腸包小腸

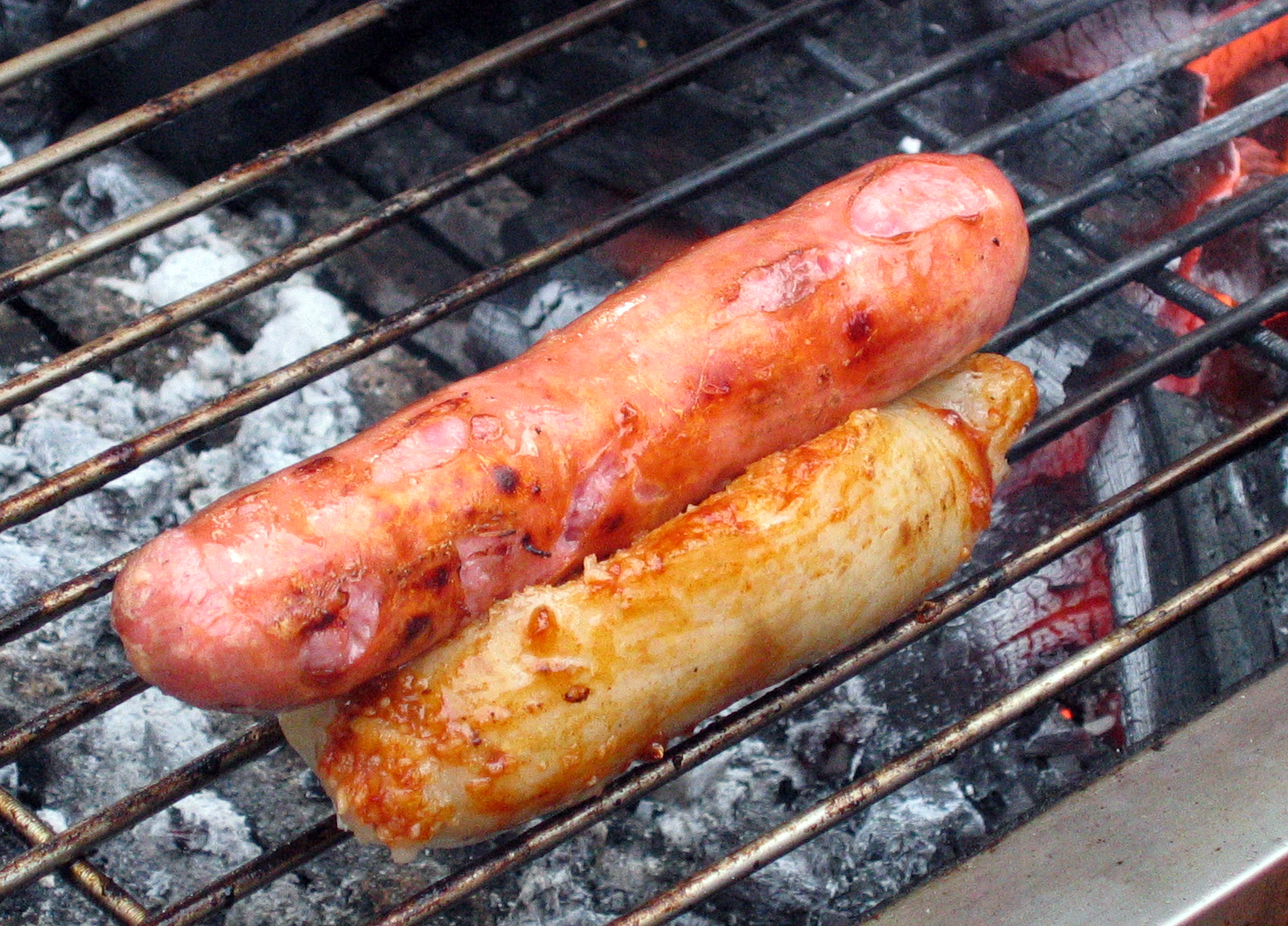
台北西門町の大腸包小腸

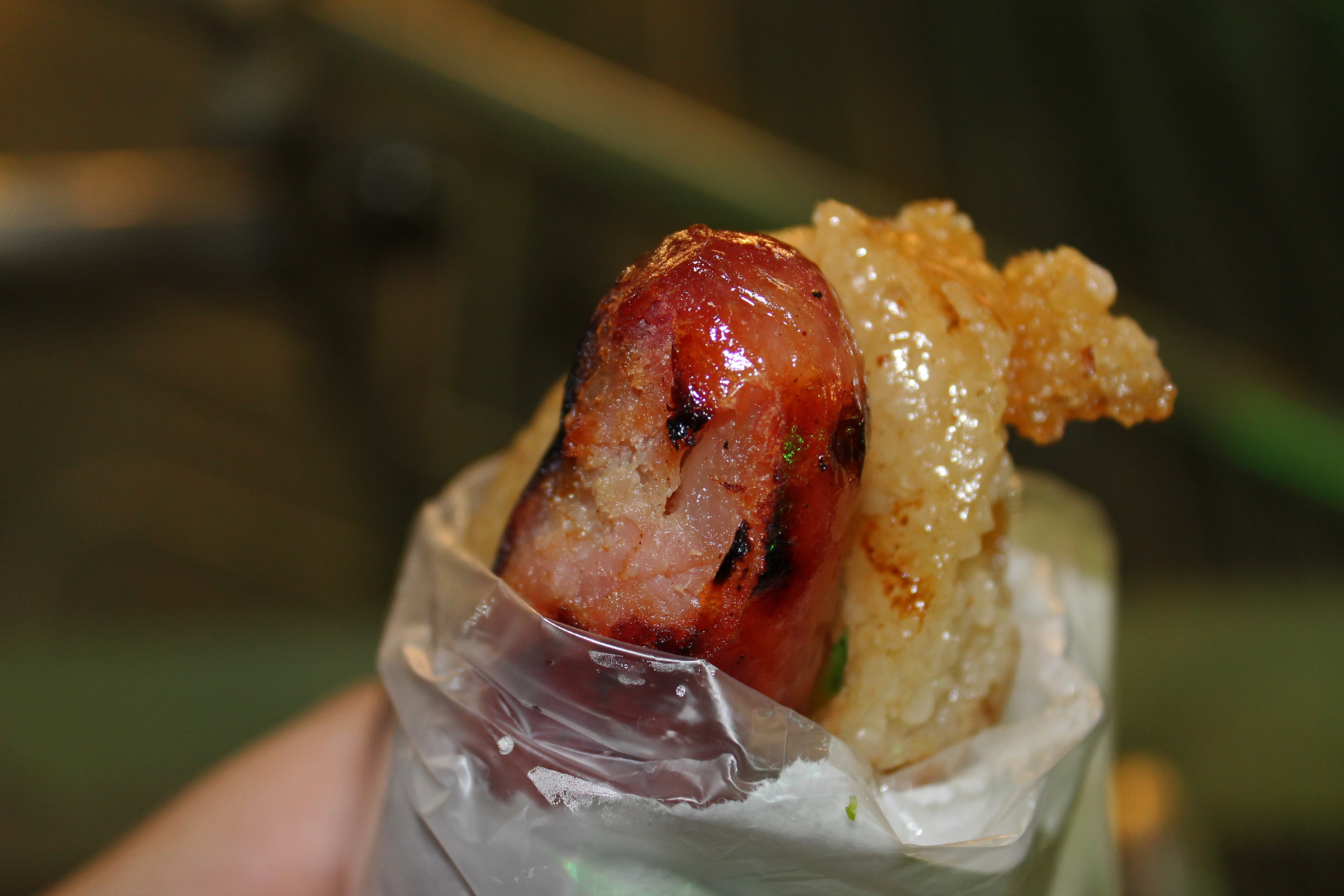
大腸包小腸

大腸包小腸（ダーチャンパオシャンチャン）は台湾のスナック。ローストしたもち米の腸詰（ヌオミーチャン）にソーセージを挟んだもので、台湾のホットドッグとして知られている。

## 歴史
台湾の花蓮の客家人が出勤するときに楽しむおやつに由来する。1990年代に台湾のナイトマーケットで人気を博し、現在でも人気のある軽食である。
台湾では、小さな業者や客がサイコロを使ったギャンブルをすることが多いため、「黒には腸がなく、白には腸がなく、大腸が小腸を囲んでいる」という一般的な言い回しがある。

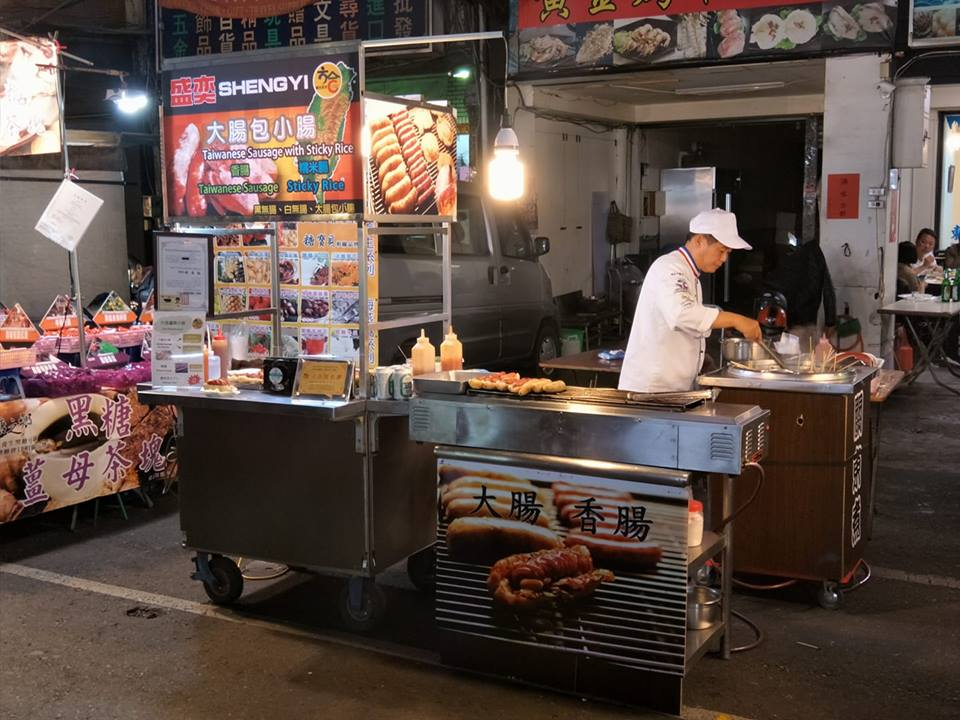
六合夜市の大腸包小腸

大腸包小腸は、台湾のいたるところの夜市で見られる。たとえば、高雄劉河国際観光夜市の屋台では、鋭いナイフでソーセージをハリネズミのような形に彫り、台湾の形をしたディナープレートと組み合わせている。

## 調理法
ローストした糯米腸（もち米の腸詰）を縦に切り、切れ目にソースとして醤油味のペーストを塗り、グリルや炭火でローストしたソーセージを挟む。トッピングとして生のニンニクやザワークラウト、刻んだ高菜漬けなどを添える。コリアンダー、ピーナッツパウダー、黒胡椒味のソースなどが追加されることもある。

## 参照
1. ↑  大腸包小腸特色介紹 アーカイブ 2014年12月26日 - ウェイバックマシン臺灣美食文化網